# 1998-as Winston Cup Series
Az 1998-as NASCAR Winston Cup Series volt a legmagasabb osztályú amerikai szériaautó-versenyzés ötvenedik szezonja (a huszonhetedik a modern érában). A szezonban 33 versenyt rendeztek, mely a Daytona 500-zal vette kezdetét és az Atlantában megrendezett NAPA 500-zal ért véget.
A bajnoki címet ismét Jeff Gordon szerezte meg, immár négy éven belül harmadszor. Mögötte az előző évhez hasonlóan Mark Martin és Dale Jarrett végzett. A Daytona 500-at ebben az évben Dale Earnhardt nyerte meg, pályafutása során első alkalommal. Earnhardt hosszú és sikeres pályafutása ellenére csak huszadik nekifutásra tudta megnyerni a legendás versenyt.

## Versenyzők, csapatok

### Teljes szezon
| Gyártó    | Csapat                                      | #              | Versenyző                | Versenymérnök                |
| --------- | ------------------------------------------- | -------------- | ------------------------ | ---------------------------- |
| Chevrolet | American Equipment Racing                   | 96             | David Green 12           | Sammy Johns                  |
| Chevrolet | American Equipment Racing                   | 96             | Kevin Lepage (Ú) 1       | Sammy Johns                  |
| Chevrolet | American Equipment Racing                   | 96             | Hut Stricklin 8          | Sammy Johns                  |
| Chevrolet | American Equipment Racing                   | 96             | Robby Gordon 1           | Sammy Johns                  |
| Chevrolet | American Equipment Racing                   | 96             | Ron Fellows 2            | Sammy Johns                  |
| Chevrolet | American Equipment Racing                   | 96             | Ted Musgrave 1           | Sammy Johns                  |
| Chevrolet | American Equipment Racing                   | 96             | Morgan Shepherd 1        | Sammy Johns                  |
| Chevrolet | American Equipment Racing                   | 96             | Mike Bliss 2             | Sammy Johns                  |
| Chevrolet | American Equipment Racing                   | 96             | Steve Grissom 5          | Sammy Johns                  |
| Chevrolet | Andy Petree Racing                          | 33             | Ken Schrader             | Andy Petree                  |
| Chevrolet | Dale Earnhardt, Inc.                        | 1              | Steve Park (Ú) 18        | Phillipe Lopez               |
| Chevrolet | Dale Earnhardt, Inc.                        | 1              | Phil Parsons 1           | Phillipe Lopez               |
| Chevrolet | Dale Earnhardt, Inc.                        | 1              | Ron Hornaday, Jr. 1      | Phillipe Lopez               |
| Chevrolet | Dale Earnhardt, Inc.                        | 1              | Darrell Waltrip 13       | Phillipe Lopez               |
| Chevrolet | Hendrick Motorsports                        | 5              | Terry Labonte            | Andy Graves                  |
| Chevrolet | Hendrick Motorsports                        | 24             | Jeff Gordon              | Ray Evernham                 |
| Chevrolet | Hendrick Motorsports                        | 50             | Ricky Craven 8           | Tony Furr                    |
| Chevrolet | Hendrick Motorsports                        | 50             | Randy LaJoie 9           | Tony Furr                    |
| Chevrolet | Hendrick Motorsports                        | 50             | Wally Dallenbach, Jr. 16 | Tony Furr                    |
| Chevrolet | Larry Hedrick Motorsports                   | 41             | Steve Grissom 26         | Tim Brewer                   |
| Chevrolet | Larry Hedrick Motorsports                   | 41             | David Green 5            | Tim Brewer                   |
| Chevrolet | Larry Hedrick Motorsports                   | 41             | Rick Wilson 2            | Tim Brewer                   |
| Chevrolet | LJ Racing                                   | 91             | Kevin Lepage (Ú) 15      | Doug Richert                 |
| Chevrolet | LJ Racing                                   | 91             | Tommy Kendall 1          | Doug Richert                 |
| Chevrolet | LJ Racing                                   | 91             | Andy Hillenburg 3        | Doug Richert                 |
| Chevrolet | LJ Racing                                   | 91             | Morgan Shepherd 7        | Doug Richert                 |
| Chevrolet | LJ Racing                                   | 91             | Todd Bodine 7            | Doug Richert                 |
| Chevrolet | Marcis Auto Racing                          | 71             | Dave Marcis              | Bob Marcis                   |
| Chevrolet | Morgan-McClure Motorsports                  | 4              | Bobby Hamilton           | Charley Pressley             |
| Chevrolet | Richard Childress Racing                    | 3              | Dale Earnhardt           | Larry McReynolds             |
| Chevrolet | Richard Childress Racing                    | 31             | Mike Skinner 30          | Kevin Hamlin                 |
| Chevrolet | Richard Childress Racing                    | 31             | Morgan Shepherd 2        | Kevin Hamlin                 |
| Chevrolet | Richard Childress Racing                    | 31             | Mike Dillon 1            | Kevin Hamlin                 |
| Chevrolet | Team SABCO                                  | 40             | Sterling Marlin          | Corrie Stott                 |
| Chevrolet | Team SABCO                                  | 42             | Joe Nemechek             | Scott Eggleston              |
| Chevrolet | Team SABCO                                  | 46             | Wally Dallenbach, Jr. 8  | Gary Grossenbacher           |
| Chevrolet | Team SABCO                                  | 46             | Morgan Shepherd 4        | Gary Grossenbacher           |
| Chevrolet | Team SABCO                                  | 46             | Jeff Green 20            | Gary Grossenbacher           |
| Chevrolet | Team SABCO                                  | 46             | Tommy Kendall 1          | Gary Grossenbacher           |
| Ford      | Butch Mock Motorsports                      | 75             | Rick Mast                | Dave Charpentier             |
| Ford      | Cale Yarborough Motorsports                 | 98             | Greg Sacks 7             | Michael McSwain              |
| Ford      | Cale Yarborough Motorsports                 | 98             | Rich Bickle 26           | Michael McSwain              |
| Ford      | Donlavey Racing                             | 90             | Dick Trickle             | Junie Donlavey               |
| Ford      | Elliott-Marino Racing                       | 13             | Jerry Nadeau (Ú) 16      | Jerry Pitts                  |
| Ford      | Elliott-Marino Racing                       | 13             | Dennis Setzer 7          | Jerry Pitts                  |
| Ford      | Elliott-Marino Racing                       | 13             | Wally Dallenbach, Jr. 2  | Jerry Pitts                  |
| Ford      | Elliott-Marino Racing                       | 13             | Tom Hubert 1             | Jerry Pitts                  |
| Ford      | Elliott-Marino Racing                       | 13             | Ted Musgrave 7           | Jerry Pitts                  |
| Ford      | Elliott-Marino Racing                       | 94             | Bill Elliott 32          | Joe Garone                   |
| Ford      | Elliott-Marino Racing                       | 94             | Matt Kenseth 1           | Joe Garone                   |
| Ford      | FILMAR Racing                               | 81             | Kenny Wallace            | David Ifft                   |
| Ford      | Jasper Motorsports                          | 77             | Robert Pressley 31       | Newt Moore                   |
| Ford      | Jasper Motorsports                          | 77             | Hut Stricklin 1          | Newt Moore                   |
| Ford      | Jasper Motorsports                          | 77             | Ted Musgrave 1           | Newt Moore                   |
| Ford      | Mattei Motorsports                          | 7              | Geoff Bodine             | Pete Peterson                |
| Ford      | Melling Racing                              | 9              | Lake Speed 16            | Jeff Buice                   |
| Ford      | Melling Racing                              | 9              | Butch Gilliland 1        | Jeff Buice                   |
| Ford      | Melling Racing                              | 9              | Jerry Nadeau (Ú) 16      | Jeff Buice                   |
| Ford      | Penske Racing South Penske-Kranefuss Racing | 2              | Rusty Wallace            | Robin Pemberton              |
| Ford      | Penske Racing South Penske-Kranefuss Racing | 12             | Jeremy Mayfield          | Paul Andrews                 |
| Ford      | Robert Yates Racing                         | 28             | Kenny Irwin, Jr. (Ú)     | Marc Reno                    |
| Ford      | Robert Yates Racing                         | 88             | Dale Jarrett             | Slugger Labbe                |
| Ford      | Roush Racing                                | 6              | Mark Martin              | Jimmy Fennig                 |
| Ford      | Roush Racing                                | 16             | Ted Musgrave 20          | James Ince                   |
| Ford      | Roush Racing                                | 16             | Kevin Lepage (Ú) 13      | James Ince                   |
| Ford      | Roush Racing                                | 26             | Johnny Benson, Jr.       | Ben Leslie                   |
| Ford      | Roush Racing                                | 97             | Chad Little              | Jeff Hammond                 |
| Ford      | Roush Racing                                | 99             | Jeff Burton              | Frank Stoddard               |
| Ford      | Rudd Performance Motorsports                | 10             | Ricky Rudd               | Bill Ingle                   |
| Ford      | Team Scandia Brett Bodine Racing            | 11             | Brett Bodine             | Gere Kennon                  |
| Ford      | Travis Carter Enterprises                   | 23             | Jimmy Spencer 31         | Donnie Wingo                 |
| Ford      | Travis Carter Enterprises                   | 23             | Frank Kimmel 1           | Donnie Wingo                 |
| Ford      | Travis Carter Enterprises                   | 23             | Ted Musgrave 1           | Donnie Wingo                 |
| Ford      | Wood Brothers Racing                        | 21             | Michael Waltrip          | Glen Wood                    |
| Pontiac   | Bahari Racing                               | 30             | Derrike Cope 32          | Doug Hewitt                  |
| Pontiac   | Bahari Racing                               | 30             | Jeff Green 1             | Doug Hewitt                  |
| Pontiac   | Bill Davis Racing                           | 22             | Ward Burton              | Tommy Baldwin, Jr.           |
| Pontiac   | ISM Racing                                  | 35             | Todd Bodine 15           | Pat Tryson 18 Phil Hammer 15 |
| Pontiac   | ISM Racing                                  | 35             | Wally Dallenbach, Jr. 1  | Pat Tryson 18 Phil Hammer 15 |
| Pontiac   | ISM Racing                                  | 35             | Gary Bradberry 1         | Pat Tryson 18 Phil Hammer 15 |
| Pontiac   | ISM Racing                                  | 35             | Jimmy Horton 1           | Pat Tryson 18 Phil Hammer 15 |
| Pontiac   | Tyler Jet Motorsports †                     | 35             | Darrell Waltrip 15       | Pat Tryson 18 Phil Hammer 15 |
| Pontiac   | Joe Gibbs Racing                            | 18             | Bobby Labonte            | Jimmy Makar                  |
| Pontiac   | MB2 Motorsports                             | 36             | Ernie Irvan 30           | Ryan Pemberton               |
| Pontiac   | MB2 Motorsports                             | Ricky Craven 3 |                          | Ryan Pemberton               |
| Pontiac   | Petty Enterprises                           | 43             | John Andretti            | Robbie Loomis                |
| Pontiac   | PE2                                         | 44             | Kyle Petty               | Bobby Kennedy                |

### Részszezon
| Gyártó    | Csapat                      | #  | Versenyző         | Versenymérnök                     | Futamok |
| --------- | --------------------------- | -- | ----------------- | --------------------------------- | ------- |
| Chevrolet | Andy Petree Racing          | 55 | Hut Stricklin     | Jimmy Elledge                     | 1       |
| Chevrolet | Barkdoll Racing             | 73 | Mike Wallace      |                                   | 1       |
| Chevrolet | BMR Motorsports             | 45 | Jeff Ward         |                                   | 1       |
| Chevrolet | Buckshot Racing †           | 00 | Buckshot Jones    | Ricky Pearson                     | 7       |
| Chevrolet | Chris Raudman Racing        | 58 | Chris Raudman     |                                   | 1       |
| Chevrolet | Darrell Waltrip Motorsports | 17 | Darrell Waltrip   | Dave McCarty                      | 5       |
| Chevrolet | Tyler Jet Motorsports       | 17 | Ron Hornaday, Jr. | Phil Hammer                       | 1       |
| Chevrolet | DeVane Racing               | 08 | Harris DeVane     |                                   | 1       |
| Chevrolet | Diamond Ridge Motorsports   | 29 | Jeff Green        |                                   | 6       |
| Chevrolet | Diamond Ridge Motorsports   | 92 | Elliott Sadler    | Butch Hylton 1 Sandy Jones 1      | 2       |
| Chevrolet | Gerhart Racing              | 54 | Bobby Gerhart     |                                   | 1       |
| Chevrolet | Mansion Motorsports         | 85 | Randy Renfrow     |                                   | 1       |
| Chevrolet | Mansion Motorsports         | 85 | Bob Strait        | 1                                 |         |
| Chevrolet | Midwest Transit Racing      | 07 | Dan Pardus        | Chet Shirah, Jr. 5 John McQueen 2 | 7       |
| Chevrolet | Sadler Brothers Racing      | 95 | Andy Hillenburg   |                                   | 5       |
| Chevrolet | Sadler Brothers Racing      | 95 | Randy MacDonald   | 1                                 |         |
| Chevrolet | Stavola Brothers Racing     | 8  | Hut Stricklin     | Ross Freisinger 4 Jim Long 11     | 11      |
| Chevrolet | Stavola Brothers Racing     | 8  | Buckshot Jones    | Ross Freisinger 4 Jim Long 11     | 2       |
| Chevrolet | Stavola Brothers Racing     | 8  | Morgan Shepherd   | Ross Freisinger 4 Jim Long 11     | 2       |
| Chevrolet | T.R.I.X. Racing             | 79 | Norm Benning      | Ted Walters                       | 1       |
| Chevrolet | T.R.I.X. Racing             | 79 | Randy MacDonald   | Ted Walters                       | 1       |
| Chevrolet | T.R.I.X. Racing             | 79 | Ken Bouchard      | Ted Walters                       | 3       |
| Ford      | Bill Elliott Racing         | 89 | Dennis Setzer     | Mike Brandt                       | 1       |
| Ford      | CSG Racing                  | 59 | Mark Gibson       | Tony Gibson                       | 1       |
| Ford      | CSG Racing                  | 59 | Brian Cunningham  |                                   | 1       |
| Ford      | Gunselman Racing            | 37 | Larry Gunselman   |                                   | 1       |
| Ford      | Hilton Racing               | 38 | Butch Gilliland   |                                   | 1       |
| Ford      | Hover Motorsports           | 80 | Mike Ciochetti    |                                   | 1       |
| Ford      | Hover Motorsports           | 80 | Andy Hillenburg   | 3                                 |         |
| Ford      | Mansion Motorsports         | 85 | Randy MacDonald   |                                   | 3       |
| Ford      | Mansion Motorsports         | 85 | Ken Bouchard      | 1                                 |         |
| Ford      | Moore-Robinson Motorsports  | 15 | Loy Allen, Jr.    | Joey Knuckles                     | 1       |
| Ford      | Moore-Robinson Motorsports  | 15 | Ted Musgrave      | Joey Knuckles                     | 2       |
| Ford      | Roehrig Motorsports         | 19 | Tony Raines       | Mike Bodick                       | 4       |
| Ford      | Roehrig Motorsports         | 19 | Tom Hubert        | Mike Bodick                       | 1       |
| Ford      | Roehrig Motorsports         | 19 | Robby Gordon      | Mike Bodick                       | 1       |
| Ford      | Roush Racing                | 60 | Matt Kenseth      | Robbie Reiser                     | 1       |
| Ford      | SBIII Motorsports           | 58 | Larry Gunselman   |                                   | 1       |
| Ford      | Standridge Motorsports      | 47 | Billy Standridge  | Dave Smith                        | 6       |
| Ford      | Triad Motorsports           | 78 | Gary Bradberry    | Dennis Adcock                     | 15      |
| Ford      | Ware Racing Enterprises     | 70 | Rick Ware         |                                   | 1       |
| Pontiac   | Precision Products Racing   | 14 | Loy Allen, Jr.    |                                   | 1       |
| Pontiac   | Precision Products Racing   | 14 | Lance Hooper      | 1                                 |         |
| Pontiac   | Shepherd Racing             | 05 | Morgan Shepherd   | J.T. Townsend                     | 3       |

## Versenynaptár
| #  | Verseny                           | Helyszín                                      | Időpont        |
| -- | --------------------------------- | --------------------------------------------- | -------------- |
|    | Bud Shootout Qualifier            | Daytona International Speedway, Daytona Beach | Február 8.     |
|    | Bud Shootout                      | Daytona International Speedway, Daytona Beach | Február 8.     |
|    | Gatorade 125s                     | Daytona International Speedway, Daytona Beach | Február 12.    |
| 1  | Daytona 500                       | Daytona International Speedway, Daytona Beach | Február 15.    |
| 2  | GM Goodwrench Service Plus 400    | North Carolina Speedway, Rockingham           | Február 22.    |
| 3  | Las Vegas 400                     | Las Vegas Motor Speedway, Las Vegas           | Március 1.     |
| 4  | Primestar 500                     | Atlanta Motor Speedway, Hampton               | Március 9.     |
| 5  | TranSouth Financial 400           | Darlington Raceway, Darlington                | Március 22.    |
| 6  | Food City 500                     | Bristol Motor Speedway, Bristol               | Március 29.    |
| 7  | Texas 500                         | Texas Motor Speedway, Fort Worth              | Április 5.     |
| 8  | Goody's Headache Powder 500       | Martinsville Speedway, Ridgeway               | April 20       |
| 9  | DieHard 500                       | Talladega Superspeedway, Talladega            | Április 26.    |
| 10 | California 500 Presented by NAPA  | California Speedway, Fontana                  | Május 3.       |
|    | No Bull 25 Shootout               | Lowe's Motor Speedway, Concord                | Május 16.      |
|    | Winston Open                      | Lowe's Motor Speedway, Concord                | Május 16.      |
|    | The Winston                       | Lowe's Motor Speedway, Concord                | Május 16.      |
| 11 | Coca-Cola 600                     | Lowe's Motor Speedway, Concord                | Május 24.      |
| 12 | MBNA Platinum 400                 | Dover Downs International Speedway, Dover     | Május 31.      |
| 13 | Pontiac Excitement 400            | Richmond International Raceway, Richmond      | Június 6.      |
| 14 | Miller Lite 400                   | Michigan International Speedway, Brooklyn     | Június 14.     |
| 15 | Pocono 500                        | Pocono Raceway, Long Pond                     | Június 21.     |
| 16 | Save Mart/Kragen 350              | Sears Point Raceway, Sonoma                   | Június 28.     |
| 17 | Jiffy Lube 300                    | New Hampshire International Speedway, Loudon  | Július 12.     |
| 18 | Pennsylvania 500                  | Pocono Raceway, Long Pond                     | Július 26.     |
| 19 | Brickyard 400                     | Indianapolis Motor Speedway, Speedway         | Augusztus 1.   |
| 20 | The Bud at the Glen               | Watkins Glen International, Watkins Glen      | Augusztus 9.   |
| 21 | Pepsi 400 Presented by Meijer     | Michigan International Speedway, Brooklyn     | Augusztus 16.  |
| 22 | Goody's Headache Powder 500       | Bristol Motor Speedway, Bristol               | Augusztus 22.  |
| 23 | Farm Aid on CMT 300               | New Hampshire International Speedway, Loudon  | Augusztus 30.  |
| 24 | Pepsi Southern 500                | Darlington Raceway, Darlington                | Szeptember 6.  |
| 25 | Exide NASCAR Select Batteries 400 | Richmond International Raceway, Richmond      | Szeptember 12. |
| 26 | MBNA Gold 400                     | Dover Downs International Speedway, Dover     | Szeptember 20. |
| 27 | NAPA Autocare 500                 | Martinsville Speedway, Ridgeway               | Szeptember 27. |
| 28 | UAW-GM Quality 500                | Charlotte Motor Speedway, Concord             | Október 4.     |
| 29 | Winston 500                       | Talladega Superspeedway, Talladega            | Október 11.    |
| 30 | Pepsi 400                         | Daytona International Speedway, Daytona Beach | Október 17.    |
| 31 | Dura Lube/Kmart 500               | Phoenix International Raceway, Phoenix        | Október 25.    |
| 32 | AC Delco 400                      | North Carolina Speedway, Rockingham           | November 1.    |
| 33 | NAPA 500                          | Atlanta Motor Speedway, Hampton               | November 8.    |
|    | Coca-Cola 500                     | Twin Ring Motegi, Motegi                      | November 22.   |

## Végeredmény
1. 24-Jeff Gordon 5328
2. 6-Mark Martin 4964
3. 88-Dale Jarrett 4619
4. 2-Rusty Wallace 4501
5. 99-Jeff Burton 4415
6. 18-Bobby Labonte 4180
7. 12-Jeremy Mayfield 4157
8. 3-Dale Earnhardt 3928
9. 5-Terry Labonte 3901
10. 4-Bobby Hamilton 3786
11. 43-John Andretti 3682
12. 33-Ken Schrader 3675
13. 40-Sterling Marlin 3530
14. 23-Jimmy Spencer 3464
15. 97-Chad Little 3423
16. 22-Ward Burton 3352
17. 21-Michael Waltrip 3340
18. 94-Bill Elliott 3305
19. 36-Ernie Irvan 3262
20. 26-Johnny Benson 3160
21. 31-Mike Skinner 3153
22. 10-Ricky Rudd 3131
23. 16-Ted Musgrave 3124
24. 17/1-Darrell Waltrip 2957
25. 11-Brett Bodine 2907
26. 42-Joe Nemechek 2897
27. 7-Geoff Bodine 2864
28. 28-Kenny Irwin, Jr. (Ú) 2760
29. 90-Dick Trickle 2678
30. 44-Kyle Petty 2675
31. 81-Kenny Wallace 2615
32. 77-Robert Pressley 2388
33. 75-Rick Mast 2296
34. 41-Steve Grissom 2215
35. 91/16-Kevin Lepage (Ú) 2196
36. 13/9-Jerry Nadeau (Ú) 2121
37. 30-Derrike Cope 2065
38. 46-Wally Dallenbach, Jr. 1832
39. 98-Rich Bickle 1773
40. 29/46-Jeff Green 1687
41. 1-Steve Park (Ú) 1322
42. 35/91-Todd Bodine 1322
43. 9-Lake Speed 1297
44. 96/41-David Green 1014
45. 71-Dave Marcis 949
46. 50/36-Ricky Craven 907
47. Morgan Shepherd 843
48. 78-Gary Bradberry 787
49. 50-Randy LaJoie 768
50. 8/96-Hut Stricklin 700